# Euscaphurus saltator
Euscaphurus saltator is een keversoort uit de familie buitelkevers (Eucinetidae). De wetenschappelijke naam van de soort werd in 1885 gepubliceerd door Thomas Lincoln Casey.